# Baustert
Baustert là một xã ở huyện Bitburg-Prüm, trong bang Rheinland-Pfalz, phía tây nước Đức. Xã Baustert có diện tích 4,48 km², dân số thời điểm ngày 31 tháng 12 năm 2006 là 539 người.